# Rubió de l'Alzina
Rubió de l'Alzina és una masia del terme de Calders, al Moianès. Pertanyia a la sufragània de Sant Andreu de Calders.
Està situada a la dreta del Calders, a llevant de Sant Pere de Viladecavalls i de la masia del Llucià, al nord-est del Vintró.
El nom antic era, simplement, Rubió. El 1553, però, ja hi consta una família cognominada Alzina.